# Edgar Allan Poe (film 1909)
Edgar Allen Poe è un cortometraggio muto del 1909 diretto da David W. Griffith. Virginia, la sposa di Poe, è interpretata dalla moglie di Griffith, Linda Arvidson.
Come per molti film della Biograph di questo periodo, i cartelli originali di Edgar Allen Poe  mancano nelle copie sopravvissute. Fortunatamente, l'impatto del film di Griffith non è sminuito dall'assenza di informazioni testuali.
Gli storici ritengono che l'errata scrittura del nome di Poe in "Allen" sia dovuta alla fretta della Biograph di finire in tempo il film per il centenario della nascita dell'autore (nato a Boston, per l'appunto, il 19 gennaio 1809).

## Trama
La giovane Virginia Poe giace morente sul letto di una squallida stanza, mentre i suoi fremiti di dolore sono coperti da un semplice lenzuolo. Suo marito, Edgar Allan Poe, è costretto a guardarla soffrire inerme. Vorrebbe prepararle un buon pranzo per alleviare le sue sofferenze, ma la dispensa è completamente vuota. Pregando disperatamente, improvvisamente un corvo appare nella stanza, depositandosi su un busto di Pallade. Poe riceve così l'ispirazione per la sua più famosa poesia: Il corvo. Gli editori ridono della sua opera e la rifiutano. Quando ormai Poe è sul punto di rinunciare, un editore compra la sua opera.
Poe torna a casa felice e con i soldi ma Virginia giace nel suo letto ormai morta.

## Produzione
Il film fu prodotto dall'American Mutoscope & Biograph.

## Distribuzione
Il copyright del film, richiesto dall'American Mutoscope and Biograph Co., fu registrato il 3 febbraio 1909 con il numero H122509.
Distribuito dall'American Mutoscope & Biograph, il film - un cortometraggio di circa sette minuti - uscì nelle sale l'8 febbraio 1909; nelle proiezioni, veniva programmato con il sistema dello split reel, accorpato in un'unica bobina con un altro cortometraggio di Griffith, la commedia A Wreath in Time.
Nel 2008, il film è uscito digitalizzato distribuito dalla Kino International inserito in un DVD con Ragnatela (The Avenging Conscience: or 'Thou Shalt Not Kill'). Nel 2009, uscì in Francia per la Bach Films.

### Data di uscita
IMDb
- USA	8 febbraio 1909
- USA 18 novembre 2008 DVD
- Francia 2009 DVD

Alias
- Edgar Allen Poe	USA (spelling alternativo)